# سلسلة الأصوات (رواية)
سلسلة الأصوات (بالإنجليزية: A Chain of Voices)‏ هي رواية للكاتب الجنوب أفريقي أندريه برينك، نشرت عام 1982، عن دار نشر فابر آند فابر.